# مرجان شاخ الک

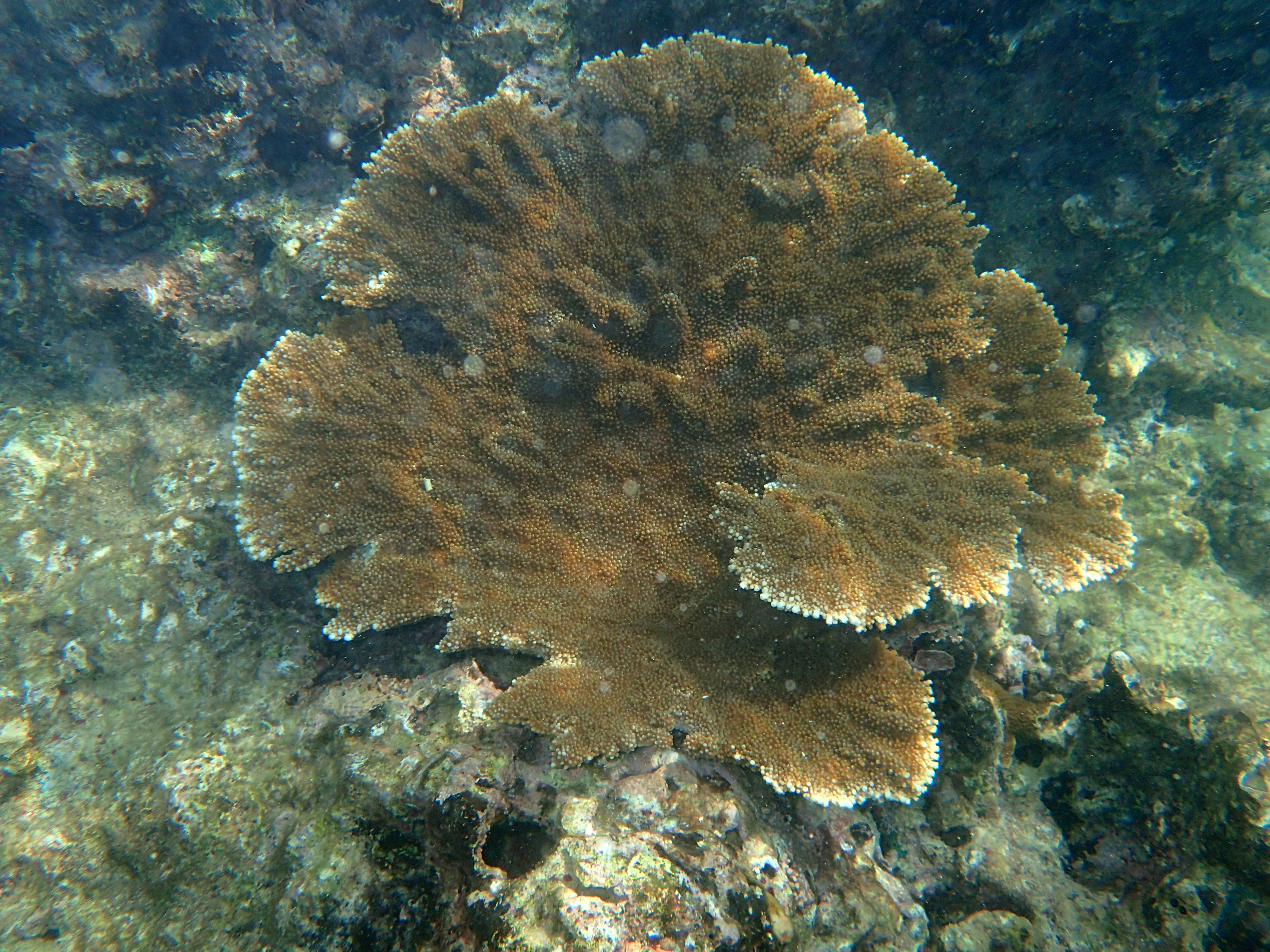
جوان

مرجان‌های شاخ اِلک (Acropora palmata) یکی از مهم‌ترین مرجان‌های آبسنگ‌ساز در دریای کارائیب هستند.
مرجان‌های شاخ الک در آب‌های کم عمق زندگی می‌کنند. شاخه‌های بزرگ این مرجان‌ها که به شاخ گوزن‌های الک شباهت دارد، خود محیطی امن است برای سایر گونه‌هایی که در تپه‌های دریایی زندگی می‌کنند مانند خرچنگ‌های دریایی، طوطی‌ماهیان و سایر ماهیان تپه‌های دریایی.
مرجان‌های شاخ الک در ۱۰ تا ۱۲ سالگی به بیشینهٔ اندازه خود می‌رسد. یک مجموعه ممکن است تا سده‌ها زندگی کند اما یک پولیپ مرجانی معمولاً بین دو تا سه سال عمر می‌کند.
این گونه از مرجان در واقع مجموعه‌ای متشکل از شاخه‌های بزرگ و زیاد است. این مرجان‌ها را می‌توان در رنگ‌های متنوعی از قهوه‌ای تا قهوه‌ای مایل به زرد دید. این تنوع رنگ بخاطر یک گونه جلبک همزی با مرجان به نام زوگسانتله (zooxanthellae) است که درون بافت‌های مجموعه‌های شاخ اِلکی زندگی می‌کند. این جلبک همچنین باعث زدودن زوائد از مرجان شاخ الک می‌شود. 

## اندازه
مجموعه‌های مرجان‌های شاخ الک با سرعتی زیاد رشد می‌کنند. سالیانه به‌طور میانگین حدود ۵ تا ۱۰ سانتی‌متر بر طول شاخه‌های این مرجان‌ها افزوده می‌شود. عموماً هر شاخه تا دو متر بلندی پیدا خواهد کرد اما هر مجموعه در نهایت می‌تواند تا نزدیک ۴ متر از فضای اطرافش را پوشش دهد. قطر شاخه‌های این گونه در نقطه آغاز رشد می‌تواند به کلفتی بدن یک انسان باشد.

## زادآوری
بیشتر مرجان‌های شاخ الک به شکل غیر جنسی تکثیر می‌شوند، به این صورت که شاخه‌ای از مجموعه مرجان شکسته و جدا می‌شود و آن‌گاه به بستری مناسب می‌چسبد تا مجموعه‌ای جدید را تشکیل دهد. ۵۰ درصد مجموعه‌های مرجان‌های شاخ الک به همین شکل غیر جنسی در آب‌های دریای کارائیب تکثیر شده‌اند اما این مرجان می‌تواند به شکل جنسی نیز تکثیر شود و این اتفاق تنها یک بار در سال آن هم در ماه اوت یا سپتامبر رخ می‌دهد و آن زمانی است که مجموعه مرجان‌های شاخ الک، میلیون‌ها گامت یا سلول جنسی قابل تکثیر را به‌وسیلهٔ انتشار تخم از خود رها می‌کنند.